# Wainwright (Alaska)
Wainwright ist eine Stadt im North Slope Borough im Bundesstaat Alaska in den Vereinigten Staaten. Das U.S. Census Bureau hat bei der Volkszählung 2020 eine Einwohnerzahl von 628 ermittelt.

## Geografie
Wainwright liegt an der Küste der Tschuktschensee. 72 Meilen nordöstlich von Wainwright liegt die Stadt Barrow, der Verwaltungssitz des North Slope Boroughs. In der Gegend herrscht ein arktisches Klima mit wenig Niederschlag. Die Tschuktschensee ist in den Monaten Juni bis September eisfrei.

## Geschichte
Die Gegend um Wainwright wurde schon im 19. Jahrhundert besiedelt, die gegenwärtige Ortschaft Wainwright wurde jedoch erst 1904 gegründet, als der Alaska Native Service eine Schule baute und medizinische und andere Dienste anbot. 1916 wurde ein Postamt errichtet und 1962 wurde Wainwright als City inkorporiert. Kohle wurde für den lokalen Bedarf abgebaut, jedoch werden heute die meisten Häuser mit Öl beheizt.

## Wirtschaft und Infrastruktur
Arbeitsmöglichkeiten bietet hauptsächlich die Verwaltung des Boroughs. Seehunde, Walrosse, Wale, Karibus, Eisbären und Schneehühner werden gefangen und gehandelt. Viele Einwohner sind jedoch auf staatliche Unterstützungsleistungen angewiesen. Um ihr Einkommen aufzubessern, handeln die Einwohner mit Eskimo-Kunsthandwerk. In Wainwright gibt es einen öffentlichen vom North Slope Borough betriebenen Flugplatz, der die einzige ganzjährige Erreichbarkeit des auf dem Landweg isolierten Gebietes garantiert. Für den lokalen Transport werden Skiffs, Umiaks und Schneemobile benutzt. Wainwright verfügt über eine Schule und ein Krankenhaus, die Wainwright Health Clinic.

## Demografie
Zum Zeitpunkt der Volkszählung im Jahre 2000 (U.S. Census 2000) hatte Wainwright 546 Einwohner auf einer Landfläche von 45,5 km². Das Medianalter betrug 24,5 Jahre (nationaler Durchschnitt der USA: 35,3 Jahre). Das Pro-Kopf-Einkommen (engl. per capita income) lag bei US-Dollar 16.710 (nationaler Durchschnitt der USA: US-Dollar 21.587). 12,5 % der Einwohner lagen mit ihrem Einkommen unter der Armutsgrenze (nationaler Durchschnitt der USA: 12,4 %). 93 % der Einwohner von Wainwright sind indigener Abstammung vom Eskimo-Stamm der Inupiat, die in dem bundesweit anerkannten Indianerreservat Village of Wainwright leben und ihre alten Traditionen bewahren. So ist der Handel und der Konsum von Alkohol im Reservat nicht erlaubt.